# Монферо
Монферо (гал. Monfero, ісп. Monfero) — муніципалітет в Іспанії, у складі автономної спільноти Галісія, у провінції Ла-Корунья. Населення — 2299 осіб (2009).
Муніципалітет розташований на відстані близько 482 км на північний захід від Мадрида, 35 км на схід від Ла-Коруньї.
Муніципалітет складається з таких паррокій: О-Альто-де-Шестосо, Кейшейро, Сан-Фіс-де-Монферо, Санта-Шія-де-Монферо, Табоада, О-Валь-де-Шестосо, Вілача.

## Демографія
Динаміка населення (INE ):

## Галерея зображень

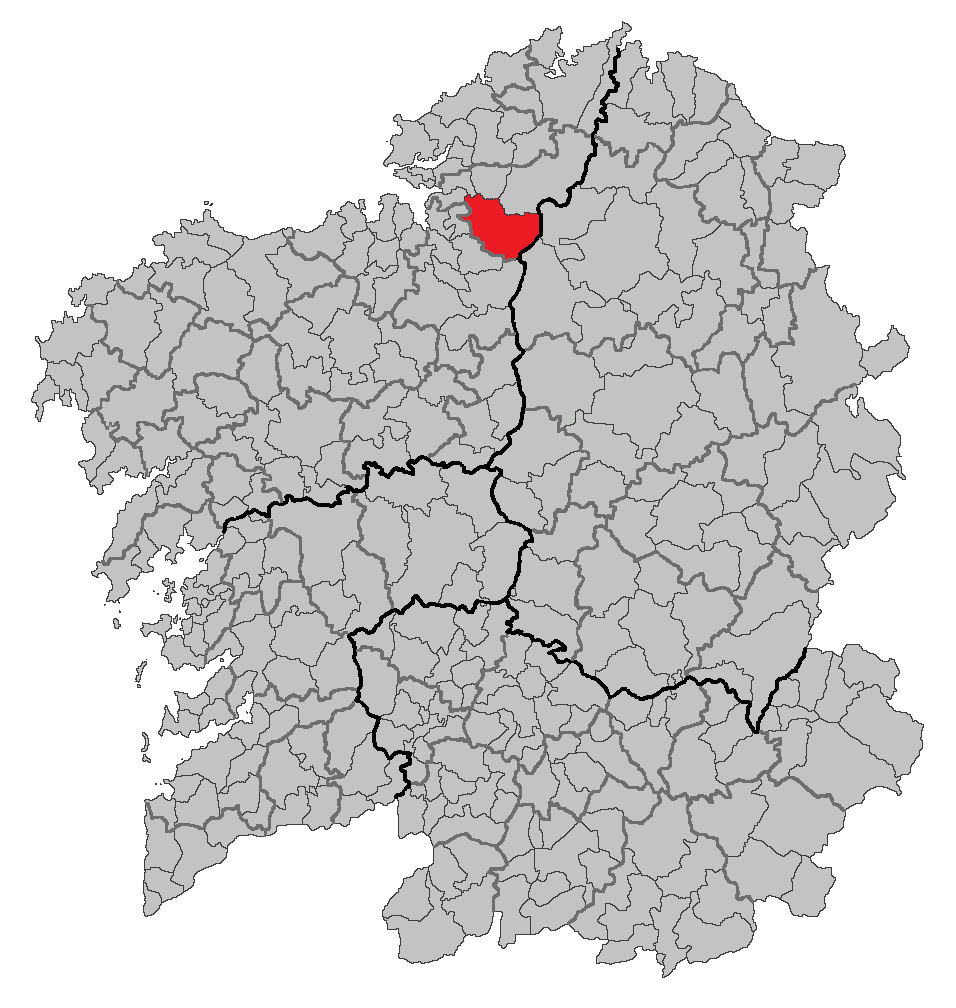
Розташування муніципалітету
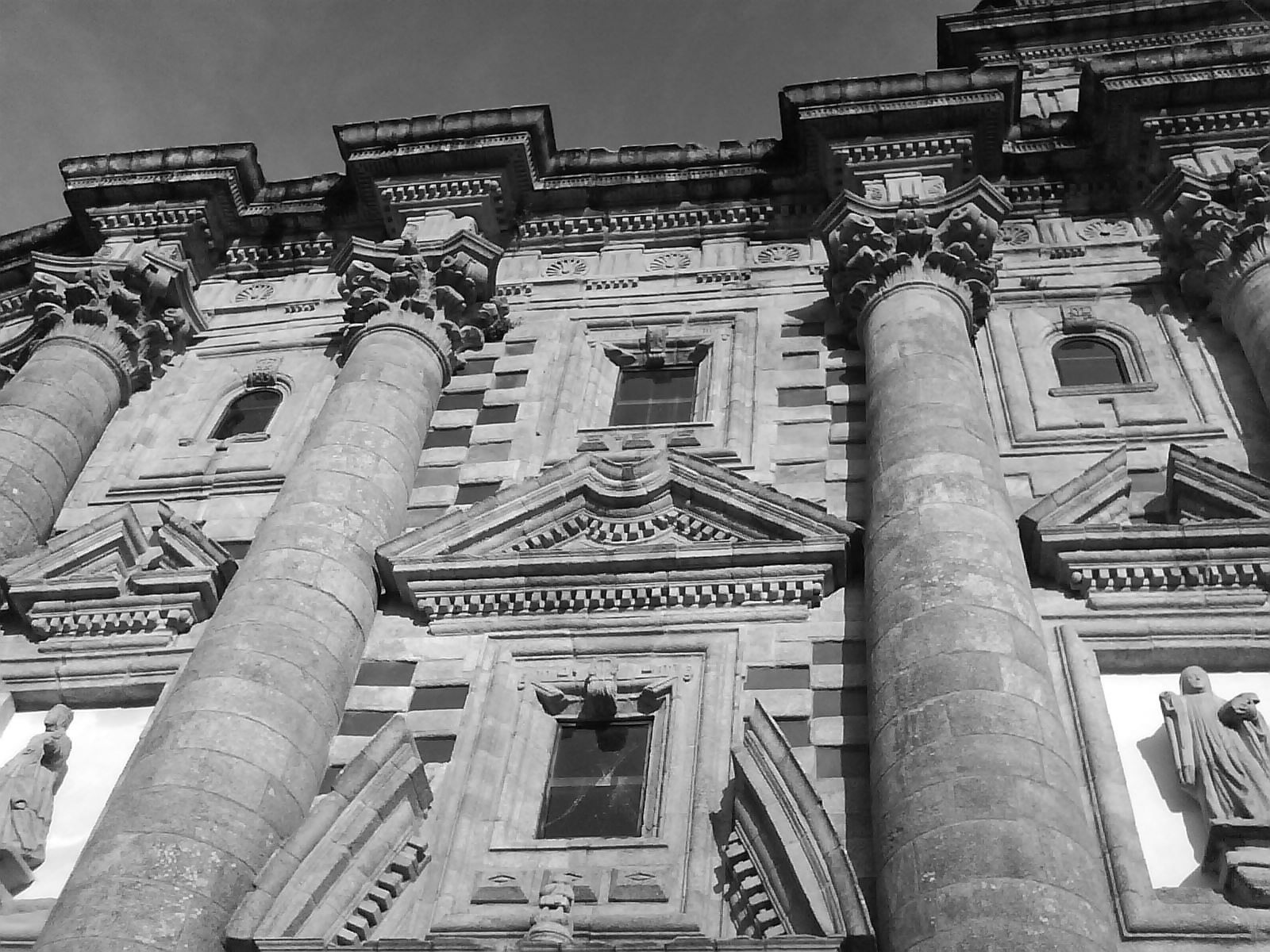
Фасад монастиря у Монферо